# Staatsschreiber
Der Staatsschreiber, Ratschreiber, Staatskanzler, Landschreiber oder Kanzleidirektor (je nach Kanton) ist in der Schweiz der Generalsekretär einer Kantonsregierung sowie in manchen Kantone auch des Kantonsparlaments und ist in dieser Funktion administrativer Leiter der Staatskanzlei.

## Geschichte
Frühe Hinweise auf diese Tätigkeiten findet man z. B. 1309 in Nidwalden, 1348 in Obwalden, 1386 in Uri, 1402/16 im Kanton Schwyz und 1409 im Kanton Appenzell.  Mit der seit Mitte des 15. Jahrhunderts zunehmenden Verschriftlichung und dem Ausbau der jeweiligen Landeshoheiten wurde eine professionalisierte Verwaltungsorganisation notwendig, die das Amt zu einer der zentralen Stützen der jeweiligen Verwaltungen machte. Auch heute noch werden z. B. die Leiter der Staatskanzleien der Kantone Bern, Luzern, Solothurn, Thurgau und Zürich als Staatsschreiber bezeichnet.
Bekannte Staatsschreiber sind:
- Hans Schriber von Obwalden, Verfasser des Weissen Buchs von Sarnen
- der Dichter Gottfried Keller, der als Erster Staatsschreiber des Kantons Zürich von 1861 bis 1876 amtierte
- Georg Fient, Bündner Kanzleidirektor von 1891–1912, einer der populärsten Volksschriftsteller seiner Zeit

Frauen wurden bislang erst selten in das Amt gewählt. Mit Anja Wyden Guelpa erhielt 2009 Genf als erster Kanton eine Staatskanzlerin, und 2016 wurde mit der baselstädtischen Staatsschreiberin Barbara Schüpbach-Guggenbühl erstmals eine Frau Präsidentin der hundertjährigen Staatsschreiberkonferenz.